# Fausto Gresini
Fausto Gresini (Imola, 23 de janeiro de 1961 – Bolonha, 23 de fevereiro de 2021) foi um motociclista italiano que competiu na MotoGP. Também ocupou o cargo de dirigente da equipe Gresini Racing.

## Carreira
Gresini estreou no Campeonato Mundial de Motovelocidade no Grande Prêmio da França em 1983. Conquistou duas vezes a competição na categoria 125cc em 1985 e 1987.

## Morte
Gresini morreu em 23 de fevereiro de 2021 em um hospital de Bolonha, aos 60 anos de idade, devido a complicações da COVID-19.